# 周文智
周文智（1941年4月—），男，辽宁宽甸人，中华人民共和国政治人物，曾任辽宁省水利电力厅厅长，中华人民共和国水利部副部长。